# João Gomes (labdarúgó, 2001)
João Victor Gomes da Silva (Rio de Janeiro, 2001. február 12.) brazil válogatott labdarúgó, a Wolverhampton Wanderers játékosa.

## Pályafutása

### Klubcsapatokban
Nyolcévesen került a Flamengo akadémiájára. 2020. szeptember 18-án a kispadon kapott helyett az Independiente del Valle csapata ellen 5–0-ra elvesztett Libertadores mérkőzésen. Október 21-én a Libertadores-kupában mutatkozott be az Atlético Junior ellen 3–1-re megnyert mérkőzésen Willian Arão cseréjeként. November 1-jén a bajnokságban is bemutatkozott a São Paulo ellen. 2021. február 10-én 2025 nyaráig meghosszabbította a klubbal a szerződését. Augusztus 6-án a kupában megszerezte az első gólját a klubban az ABC ellen. Szeptemberben 2027-ig meghosszabbította a szerződését. A 2023-as bajnoki szezon elején nem lépett pályára, mivel tárgyaltak az eladásáról.
2023. január 30-án öt és fél évre szóló szerződést kötött az angol Wolverhampton Wanderers csapatával, amelynek lehetősége van további egy évvel meghosszabbítani a szerződést.

### A válogatottban
2020-ban behívták az U20-as válogatottba, de nem tudott megjelenni. A 2022-es labdarúgó-világbajnokságra készülő brazil válogatott 55 fős bő keretének tagja volt, de a szűkítés során már nem került be.

## Sikerei, díjai

### Klub
- Flamengo
  - Copa Libertadores: 2022[16]
  - Brazil bajnok: 2020
  - Brazil kupa: 2022
  - Brazil szuperkupa: 2021[17]
  - Rio de Janeiro állami bajnok: 2020, 2021

### Egyéni
- Brazil bajnokság – Az Év csapatának tagja: 2022
- Rio de Janeiro állami bajnokság – Az Év csapatának tagja: 2022
- A Wolverhampton Wanderers év játékosa: 2024–25[18]